# Saint-Vallier (Vosges)
Saint-Vallier ([sɛ̃ valˈje] ⓘ) ist eine französische Gemeinde mit 100 Einwohnern (Stand: 1. Januar 2022) im Département Vosges in der Region Grand Est (bis 2015 Lothringen). Sie gehört zum Arrondissement Neufchâteau (bis 2024 Épinal) und ist Mitglied im Gemeindeverband Communauté de communes de Mirecourt Dompaire. Die Bewohner werden Saint-Vallerois und Saint-Valleroises genannt.

## Geografie
Die Gemeinde Saint-Vallier liegt 16 Kilometer nordwestlich von Épinal im Hügelland zwischen Mosel und Madon. Das Dorf selbst erstreckt sich auf einem nach Nordnordost ausladenden Bergsporn auf 412 Metern Meereshöhe. An seinem östlichen Abhang entspringt der Ruisseau Le Poincot, der über die Avière zur Mosel abfließt, westlich des Sporns liegt die Quelle des Colon, eines 20 Kilometer langer Nebenflusses des Madon. Etwa 40 % der Gemeindefläche entfällt auf Waldgebiete.
Nachbargemeinden von Saint-Vallier sind Frizon im Nordosten, Bouxières-aux-Bois im Süden sowie Regney im Nordwesten.

## Geschichte
Die älteste überlieferte Urkunde, die den Ort Saint Valley nennt, stammt aus dem Jahr 1421. Saint-Vallier gehörte den Pröpsten von Dompaire und war Teil der Baillage der Vogesen, kirchlich Teil des Dekanats Jorxey. Ab 1751 gehörte Saint-Vallier zur Vogtei Darney.

### Bevölkerungsentwicklung
| Jahr      | 1962 | 1968 | 1975 | 1982 | 1990 | 1999 | 2006 | 2015 | 2022 |
| --------- | ---- | ---- | ---- | ---- | ---- | ---- | ---- | ---- | ---- |
| Einwohner | 69   | 82   | 70   | 70   | 72   | 62   | 91   | 100  | 100  |

Im Jahr 1831 wurde mit 210 Bewohnern die bisher höchste Einwohnerzahl ermittelt. Die Zahlen basieren auf den Daten von cassini.ehess und INSEE.

## Sehenswürdigkeiten
- Kirche Saint-Valère
- La fontaine Valère, in Stein gefasste Mineralwasserquelle

|  |  |

## Wirtschaft und Infrastruktur
Um 1900 gab es noch zahlreiche Winzer in Saint-Vallier, Heute sind noch sieben Landwirtschaftsbetriebe in der Gemeinde ansässig (Milchwirtschaft, Viehzucht); Weinbau wird nicht mehr betrieben.
Saint-Vallier liegt an der kurvenreichen Straße zwischen Hennecourt und Vincey, die auf dem Kamm der Hügel westlich der Mosel verläuft. Straßenverbindungen bestehen auch in die nahe gelegenen Gemeinden Bouxières-aux-Bois und Frizon.

## Belege
1. ↑  Saint-Vallier auf vosges-archives.com. (PDF) Archiviert vom Original (nicht mehr online verfügbar) am 15. August 2011; abgerufen am 13. November 2010 (französisch).  Info: Der Archivlink wurde automatisch eingesetzt und noch nicht geprüft. Bitte prüfe Original- und Archivlink gemäß Anleitung und entferne dann diesen Hinweis.
2. ↑  Saint-Vallier auf cassini.ehess
3. ↑  Saint-Vallier auf insee.fr
4. ↑  Landwirtschaftsbetriebe auf annuaire-mairie.fr (französisch)